# Osoka (struga)
Osoka – struga, prawy dopływ Gwdy o długości 12,64 km i powierzchni zlewni 50,03 km².
Osoka ma źródło przy południowej części wsi Turowo i przy linii kolejowej nr 405. Stąd płynie w kierunku wschodnim, przy wsi Omulna. Następnie przepływa bardziej na północny wschód, odbierając od prawego brzegu wody Siedlickiej Strugi. Dalej przepływa przez obszar między wsiami Żółtnica i Drawień, a następnie uchodzi na zalesionym terenie, na południe od osady Gołębiewo do Gwdy.
Do 1945 r. niemiecką nazwą strugi była Altmühlfließ. W 1949 r. ustalono urzędowo polską nazwę Osoka.